# 横县杜鹃
横县杜鹃（学名：Rhododendron linearicupulare）为杜鹃花科杜鹃花属下的一个种。

## 扩展阅读
- 維基物種上的相關：横县杜鹃